# Platja de la Punta
La platja de la Punta, o platja de la Perola, és una platja urbana situada al centre de la vila de Roses (Alt Empordà), entre el port esportiu de Roses i l'espigó de la riera dels Ginjolers. Té una longitud de 462 metres i una amplada mitjana de 53 m, formada per sorra fina i aigües poc profundes i transparents. Està certificada ambientalment segons el reglament europeu EMAS i la normativa internacional ISO 14.001.